# Otoskop

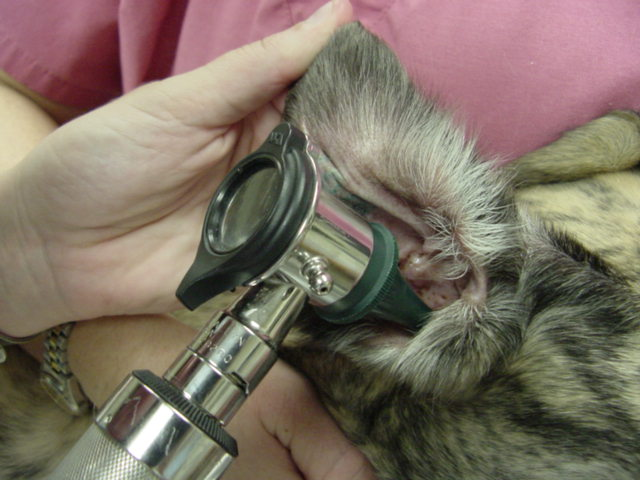
Öronundersökning hos en hund

Otoskop är ett optiskt instrument som används för att titta i öronen med.

## Användningsområde
Används i sjukvård och veterinärmedicinsk vård. Otoskopet är vanligtvis kombinerat med ett oftalmoskop.

## Funktion

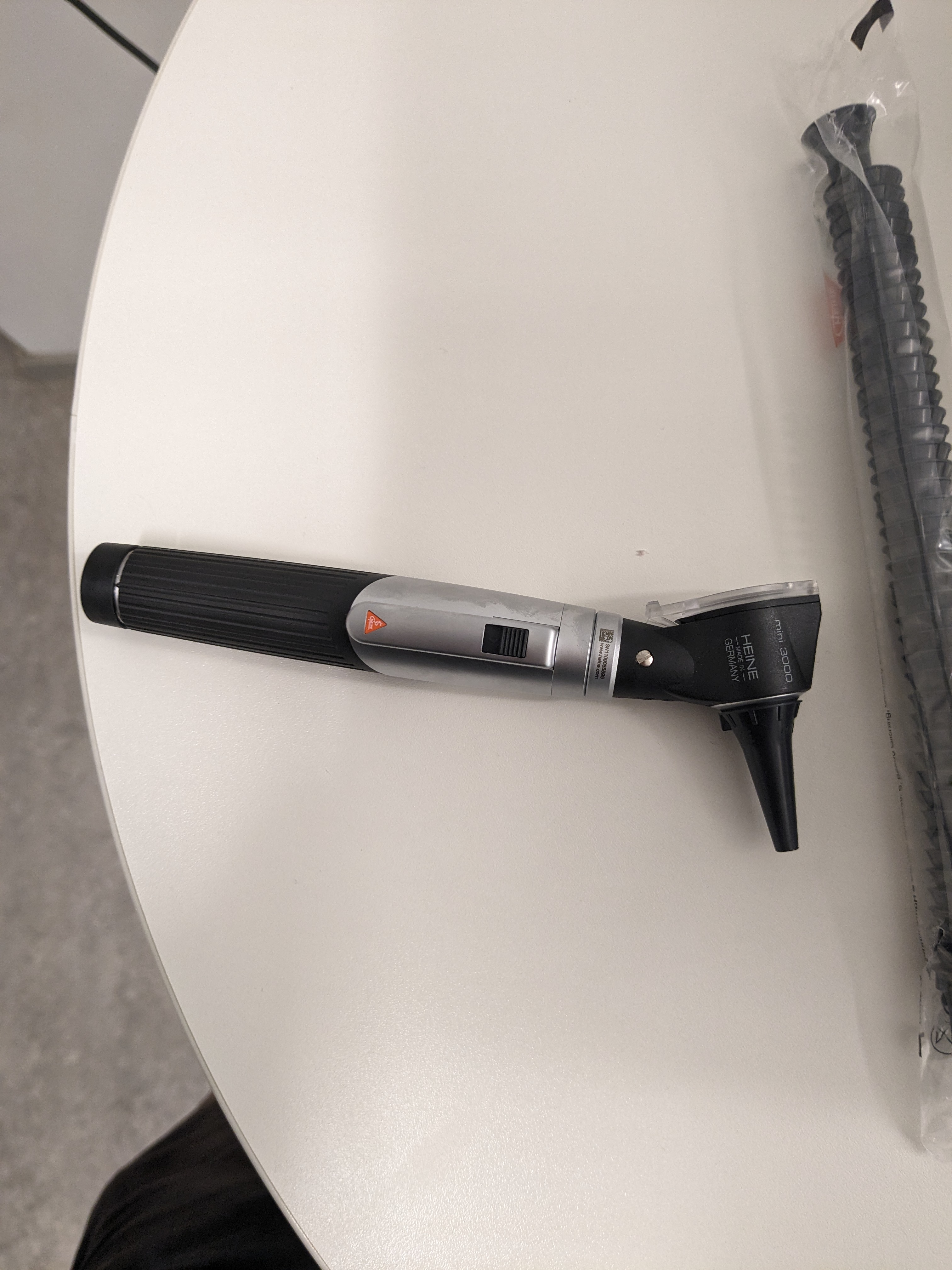
Otoskop med otoskoptratt

Otoskopet består av ett handtag med batteri, vanligtvis ett laddningsbart batteri. Här finns också en strömbrytare med ett variabelt motstånd som reglerar strömmen till instrumentets lampa.
Överst på detta handtag fästes sedan själva instrumentet, vanligtvis med en bajonettfattning.
Själva otoskopet är ett trattformat instrument med en liten och ljusstark lampa i, vanligtvis en halogenlampa. Över denna tratt fästes en engångstratt av plast, som tillsammans med instrumentet förs in i patientens öra. Ett okular sitter i instrumentets andra ände, genom detta kan man då inspektera patientens öra och hörselgång. Man kan i bästa fall se trumhinnan om den inte skyms av en vaxpropp.
I handtagets bajonettfattning kan man även ansluta ett oftalmoskop.

## Olika typer
På marknaden florerar det ett flertal olika typer och modeller.
Det finns laddningsbara, sådana för torrbatterier, fast anslutna mm.
Otoskop avsedda för humant bruk kan även användas till hundar och katter, samt djur i liknande storlek. Till större djur finns det speciellt anpassade instrument.

## Används av
Otoskopet är ett lättanvänt instrument som inte kräver några större medicinska eller somatiska kunskaper att använda.
Det används dagligen av: audionomer, läkare, sjuksköterskor, undersköterskor, veterinärer, veterinärassistenter m.fl.

## Populärnamn
Kallas populärt för "örontittare", vilket är en bra förklaring till instrumentets användningsområde.